# Orthetrum caledonicum
A espumadeira azul (Orthetrum caledonicum) é uma libélula comum da Austrália.
Matchos têm um tórax e abdômen da cor azul pólvora. As fêmeas são castanhas cizentas, enquanto após a ecdise são amarelas com marcas pretas. São insetos de tamanho médio, com um comprimento corporal de 4,5 cm e envergadura de 7 cm.
A espécie é difundida ao longo da Austrália e estendendo para a Tasmânia. Também é encontrada em Nova Guiné, Nova Caledónia, Ilhas da Lealdade e Pequenas Ilhas da Sonda. Habita água parada e corrente inclusive águas temporárias.